# Cottisford
Cottisford is een civil parish in het bestuurlijke gebied Cherwell, in het Engelse graafschap Oxfordshire met 216 inwoners.